# 柿本倫明
柿本 倫明（かきもと みちあき、1977年10月6日 - ）は、福岡県京都郡みやこ町（旧犀川町）出身の元サッカー選手、サッカー指導者。ポジションはフォワード (FW)。

## 来歴
大阪体育大学在学中の1999年、ユニバーシアードマヨルカ大会で日本代表に選出され2ゴールをあげるなど活躍し、2000年、J1・アビスパ福岡へ入団。しかし、出場機会を得られないまま1年で戦力外通告を受け退団、シンガポールリーグのクレメンティー・カルサFCに移籍した。そこで29試合に出場し14得点と結果を出すと、福岡在籍時にサテライト監督を務めていた当時の大分トリニータ監督、小林伸二から声がかかり、2002年シーズンからJリーグに復帰。しかし大分でも結果を残せず、2003年6月よりJ2・湘南ベルマーレへ期限付き移籍、翌年完全移籍
すると2004年・2005年と2年連続で2桁得点をあげるなど主力として活躍し、その実績が認められ、2006年はJ1・セレッソ大阪へ期限付き移籍。自身三度目のJ1挑戦となったが、思うような結果を出すことが出来ず、2007年からは湘南に復帰。しかし、リーグ戦無得点に終わり、シーズン終了後に戦力外通告を受け退団。そこで柿本と高校時代の同級生であった成田偉作(松本山雅FC・U-15コーチ)の誘いを受けて北信越1部・松本山雅FCへ移籍した。背番号10を任された2008年、2009年はエースストライカーとして活躍。天皇杯では2008年の対湘南ベルマーレ(J2)戦、2009年の対浦和レッズ(J1)戦でそれぞれゴールを決め、格上からの大金星に貢献した。さらに、全国地域サッカーリーグ決勝大会でも活躍し、JFL昇格の原動力となった。
2010年シーズンを以って、現役引退。松本は柿本の貢献に感謝と敬意を表し、2011年シーズンは背番号「10」を欠番にすると発表した。
引退後は松本のアンバサダーに就任した。2011年7月10日に行われた引退試合は、セレッソ大阪でチームメイトだった名波浩の呼びかけにより、元日本代表11人が出場する豪華なものとなった。
指導者としては松本でサッカースクール、U-18コーチ、U-14監督、U-15監督を歴任し、2017年から提携関係のあるアルティスタ浅間へ指導者派遣となり、2019年には浅間のトップチーム監督に就任した
。
2022年、大分トリニータのフットボール事業本部・強化部長に就任。

## 所属クラブ
- 豊国学園高等学校
- 大阪体育大学
- 2000年 アビスパ福岡
- 2001年 クレメンティー・カルサFC
- 2002年 - 2003年 大分トリニータ
  - 2003年 湘南ベルマーレ（期限付き移籍）
- 2004年 - 2007年 湘南ベルマーレ
  - 2006年 セレッソ大阪（期限付き移籍）
- 2008年 - 2010年 松本山雅FC

## 個人成績
| 国内大会個人成績 | 国内大会個人成績 | 国内大会個人成績 | 国内大会個人成績 | 国内大会個人成績 | 国内大会個人成績 | 国内大会個人成績 | 国内大会個人成績 | 国内大会個人成績 | 国内大会個人成績 | 国内大会個人成績 | 国内大会個人成績 |
| 年度             | クラブ           | 背番号           | リーグ           | リーグ戦         | リーグ戦         | リーグ杯         | リーグ杯         | オープン杯       | オープン杯       | 期間通算         | 期間通算         |
| 年度             | クラブ           | 背番号           | リーグ           | 出場             | 得点             | 出場             | 得点             | 出場             | 得点             | 出場             | 得点             |
| 日本             | 日本             | 日本             | 日本             | リーグ戦         | リーグ戦         | リーグ杯         | リーグ杯         | 天皇杯           | 天皇杯           | 期間通算         | 期間通算         |
| ---------------- | ---------------- | ---------------- | ---------------- | ---------------- | ---------------- | ---------------- | ---------------- | ---------------- | ---------------- | ---------------- | ---------------- |
| 2000             | 福岡             | 29               | J1               | 0                | 0                | 0                | 0                | 0                | 0                | 0                | 0                |
| シンガポール     | シンガポール     | シンガポール     | シンガポール     | リーグ戦         | リーグ戦         | リーグ杯         | リーグ杯         | シンガポール杯   | シンガポール杯   | 期間通算         | 期間通算         |
| 2001             | クレメンティー   |                  | Sリーグ          | 29               | 14               | 1                | 0                | -                | -                | 30               | 14               |
| 日本             | 日本             | 日本             | 日本             | リーグ戦         | リーグ戦         | リーグ杯         | リーグ杯         | 天皇杯           | 天皇杯           | 期間通算         | 期間通算         |
| 2002             | 大分             | 19               | J2               | 14               | 0                | -                | -                | 1                | 0                | 15               | 0                |
| 2003             | 大分             | 19               | J1               | 1                | 0                | 0                | 0                | -                | -                | 1                | 0                |
| 2003             | 湘南             | 32               | J2               | 22               | 3                | -                | -                | 4                | 3                | 26               | 6                |
| 2004             | 湘南             | 32               | J2               | 40               | 10               | -                | -                | 3                | 0                | 43               | 10               |
| 2005             | 湘南             | 32               | J2               | 43               | 15               | -                | -                | 1                | 0                | 44               | 15               |
| 2006             | C大阪            | 18               | J1               | 25               | 1                | 7                | 1                | 1                | 0                | 33               | 2                |
| 2007             | 湘南             | 32               | J2               | 10               | 0                | -                | -                | 0                | 0                | 10               | 0                |
| 2008             | 松本             | 10               | 北信越1部        | 12               | 12               | -                | -                | 4                | 4                | 16               | 16               |
| 2009             | 松本             | 10               | 北信越1部        | 13               | 11               | -                | -                | 3                | 2                | 16               | 13               |
| 2010             | 松本             | 10               | JFL              | 30               | 10               | -                | -                | 1                | 0                | 31               | 10               |
| 通算             | 日本             | 日本             | J1               | 26               | 1                | 7                | 1                | 1                | 0                | 34               | 2                |
| 通算             | 日本             | 日本             | J2               | 129              | 28               | -                | -                | 9                | 3                | 138              | 31               |
| 通算             | 日本             | 日本             | JFL              | 30               | 10               | -                | -                | 1                | 0                | 31               | 10               |
| 通算             | 日本             | 日本             | 北信越1部        | 25               | 23               | -                | -                | 7                | 6                | 32               | 29               |
| 通算             | シンガポール     | シンガポール     | Sリーグ          | 29               | 14               | 1                | 0                | -                | -                | 30               | 14               |
| 総通算           | 総通算           | 総通算           | 総通算           | 239              | 76               | 8                | 1                | 18               | 9                | 265              | 86               |

- Jリーグ初出場 - 2002年4月20日 J2 第10節 対湘南ベルマーレ戦（平塚）
- Jリーグ初得点 - 2003年7月30日 J2 第25節 対モンテディオ山形戦（平塚）

## 代表歴
- ユニバーシアード（サッカー競技）日本代表

## 指導歴
- 2011年 - 2021年 松本山雅FC
  - 2011年スクールコーチ
  - 2012年 - 2013年 U-18 コーチ
  - 2013年 U-14 監督
  - 2014年 U-15 監督
  - 2016年 チーム統括本部 強化担当
  - 2017年 - 2018年 チーム統括本部 強化担当（アルティスタ浅間派遣）
  - 2019年 アルティスタ浅間 監督（指導者派遣）
  - 2020年 アルティスタ浅間 強化アドバイザー（派遣）
  - 2021年 チーム統括本部 スカウト
- 2022年 - 2023年 大分トリニータ フットボール事業本部 強化部長
- 2024年 - 松本山雅FCU-15 監督